# Martin Mpuga
Martin Mpuga là một cầu thủ bóng đá người Uganda, thi đấu ở vị trí hậu vệ cho Victoria University SC.

## Sự nghiệp quốc tế
Vào tháng 1 năm 2014, huấn luyện viên Milutin Sedrojevic, triệu tập anh vào đội hình Đội tuyển bóng đá quốc gia Uganda tham dự Giải vô địch bóng đá châu Phi 2014. Đội bóng xếp thứ 3 ở vòng bảng sau khi đánh bại Burkina Faso, hòa với Zimbabwe và thua trước Maroc.